# María Dolores Zaragoza Teuler
María Dolores Zaragoza Teuler (Polop, 26 d'abril de 1968) és una política valenciana, diputada a les Corts Valencianes en la VIII legislatura.

## Biografia
Estudià dret a la Universitat d'Alacant i el 1991 va obtenir una plaça de funcionària del Ministeri de Justícia a Alacant, on fou destinada als Jutjats del Penal. Militant del Partido Popular, a les eleccions municipals espanyoles de 1999 fou escollida regidora de Dona, menors i ocupació de Polop, càrrec que va mantenir després de les eleccions municipals espanyoles de 2003, i després de les de 2007 fou nomenada primera tinent d'alcalde del 16 de novembre de 2007 fins al 17 de desembre de 2009, quan fou nomenada alcaldessa en substitució de Juan Cano Giménez, que havia estat acusat de l'assassinat del seu predecessor.
Posteriorment fou apartada del partit per a les eleccions municipals espanyoles de 2011, a causa de la falta d'entesa amb la resta de regidors del PP i amb la nova junta directiva que l'acompanyava, després de la dimissió de gairebé la totalitat de l'executiva.
L'abril de 2014 va substituir en el seu escó l'ex-alcalde d'Alacant Luís Bernardo Díaz Alperi, elegit diputat a les eleccions a les Corts Valencianes de 2011. Ha estat vicepresidenta de la Comissió Permanent no legislativa d'Afers Europeus de les Corts Valencianes.